# Joe Caldwell
Joe Louis Caldwell (Texas City, 1 november 1941) is een voormalig Amerikaans basketballer. Hij won met het Amerikaans basketbalteam de gouden medaille op de Olympische Zomerspelen 1964.

## Carrière
Caldwell speelde voor het team van de Arizona State University (Arizona State Sun Devils) van 1961 tot 1964, voordat hij in 1964 gekozen werd als tweede in de NBA draft door de Detroit Pistons. Tijdens de Olympische Spelen van 1964 speelde hij 9 wedstrijden, inclusief de finale tegen de Sovjet-Unie. Gedurende deze wedstrijden scoorde hij 81 punten. Hij speelde anderhalf seizoen bij de Pistons voordat hij in december 1965 geruild werd naar de St. Louis Hawks voor John Barnhill. Bij de Hawks speelde hij  in 1970 en hij verhuisde ook samen met de club naar Atlanta.
Hij speelde van 1970 tot 1974 voor de Carolina Cougars en daarna nog een seizoen voor de Spirits of St. Louis. Na een dispuut met eigenaar Tedd Munchak van de Spirits over Marvin Barnes werd hij verbannen uit de competitie. Tedd Munchak was toen ook directeur van de ABA, ook later in de NBA kwam hij niet meer aan spelen toe.

## Privéleven
Caldwells kleinkinderen Marvin Bagley III en Marcus Bagley werden ook profbasketballer.

## Erelijst
- NBA All-Star: 1969, 1970
- ABA All-Star: 1971, 1973
- NBA All-Rookie First Team: 1965
- NBA All-Defensive Second Team: 1970
- All-ABA Second Team: 1971
- ABA All-Defensive First Team: 1973
- Olympische Zomerspelen 1964
- Nummer 32 teruggetrokken door de Arizona State Sun Devils
- Arizona State Hall of Fame: 1975
- Pac-10 Hall of Fame: 2005
- Arizona Sports Hall of Fame: 2020[2][3]

## Statistieken

### Regulier seizoen
| Seizoen      | Team                 | WG  | WS | MPW  | 2P%  | 3P%  | FW%  | RPW | APW | SPW | BPW | PPW  |
| ------------ | -------------------- | --- | -- | ---- | ---- | ---- | ---- | --- | --- | --- | --- | ---- |
| 1964/65      | Detroit Pistons      | 66  |    | 23,4 | 37,4 |      | 61,4 | 6,7 | 1,8 |     |     | 10,7 |
| 1965/66      | Detroit Pistons      | 33  |    | 21,7 | 42,3 |      | 68,2 | 5,8 | 2,0 |     |     | 10,5 |
| 1965/66      | St. Louis Hawks      | 46  |    | 24,8 | 44,7 |      | 71,7 | 5,3 | 1,3 |     |     | 14,2 |
| 1966/67      | St. Louis Hawks      | 81  |    | 27,9 | 42,6 |      | 64,9 | 5,5 | 2,0 |     |     | 13,8 |
| 1967/68      | St. Louis Hawks      | 79  |    | 33,4 | 46,3 |      | 56,9 | 4,3 | 3,0 |     |     | 16,4 |
| 1968/69      | Atlanta Hawks        | 81  |    | 33,6 | 50,7 |      | 53,7 | 3,7 | 4,0 |     |     | 15,8 |
| 1969/70      | Atlanta Hawks        | 82  |    | 34,8 | 50,7 |      | 68,8 | 5,0 | 3,5 |     |     | 21,1 |
| 1970/71      | Carolina Cougars     | 72  |    | 41,8 | 44,8 | 20,0 | 55,8 | 6,8 | 4,2 |     |     | 23,3 |
| 1971/72      | Carolina Cougars     | 61  |    | 35,2 | 47,1 | 25,0 | 50,0 | 5,6 | 4,2 |     |     | 16,9 |
| 1972/73      | Carolina Cougars     | 77  |    | 35,6 | 49,6 | 16,7 | 42,5 | 5,1 | 4,6 | 2,2 |     | 16,7 |
| 1973/74      | Carolina Cougars     | 79  |    | 33,6 | 48,9 | 17,6 | 49,6 | 5,2 | 4,4 | 2,2 | 0,4 | 14,4 |
| 1974/75      | Spirits of St. Louis | 25  |    | 33,6 | 49,4 | 42,9 | 44,8 | 4,4 | 5,1 | 2,0 | 0,4 | 14,6 |
| NBA Carrière | NBA Carrière         | 468 |    | 29,6 | 45,9 |      | 63,4 | 5,1 | 2,7 |     |     | 15,2 |
| ABA Carrière | ABA Carrière         | 314 |    | 36,3 | 47,5 | 22,5 | 49,7 | 5,6 | 4,4 | 2,1 | 0,4 | 17,5 |
| Carrière     | Carrière             | 782 |    | 32,3 | 46,6 | 22,5 | 57,2 | 5,3 | 3,4 | 2,1 | 0,4 | 16,1 |
| NBA All-Star | NBA All-Star         | 2   | 0  | 21,0 | 55,0 |      | 60,0 | 5,5 | 2,0 |     |     | 12,5 |
| ABA All-Star | ABA All-Star         | 2   |    | 27,5 | 54,2 | –    | 50,0 | 6,5 | 2,5 | 1,0 | 1,0 | 14,0 |

### Play-offs
| Seizoen  | Team             | WG | MPW  | 2P%  | 3P%  | FW%  | RPW | APW | SPW | BPW | PPW  |
| -------- | ---------------- | -- | ---- | ---- | ---- | ---- | --- | --- | --- | --- | ---- |
| 1965/66  | St. Louis Hawks  | 10 | 31,5 | 46,2 |      | 63,3 | 5,5 | 1,6 |     |     | 18,7 |
| 1966/67  | St. Louis Hawks  | 9  | 24,1 | 40,0 |      | 66,7 | 4,3 | 1,4 |     |     | 12,2 |
| 1967/68  | St. Louis Hawks  | 6  | 24,7 | 32,6 |      | 13,3 | 3,5 | 2,5 |     |     | 5,3  |
| 1968/69  | Atlanta Hawks    | 11 | 36,7 | 48,5 |      | 46,4 | 5,0 | 3,4 |     |     | 14,7 |
| 1969/70  | Atlanta Hawks    | 9  | 43,7 | 47,0 |      | 65,0 | 5,0 | 4,2 |     |     | 25,0 |
| 1972/73  | Carolina Cougars | 12 | 38,9 | 49,1 | 37,5 | 48,0 | 5,7 | 3,3 |     |     | 15,6 |
| 1973/74  | Carolina Cougars | 4  | 26,3 | 47,1 | 0,0  | 50,0 | 6,8 | 3,3 | 2,0 | 0,0 | 9,5  |
| Carrière | Carrière         | 61 | 33,6 | 45,8 | 30,0 | 54,4 | 5,1 | 2,8 | 2,0 | 0,0 | 15,4 |

4 Jim Barnes · 
5 Bill Bradley · 
6 Larry Brown · 
7 Joe Caldwell · 
8 Mel Counts · 
9 Richard Davies · 
10 Walt Hazzard · 
11 Lucious Jackson · 
12 Pete McCaffrey · 
13 Jeff Mullins · 
14 Jerry Shipp · 
15 George Wilson · 
Coach Henry Iba